# Тиберий Клавдий Максим

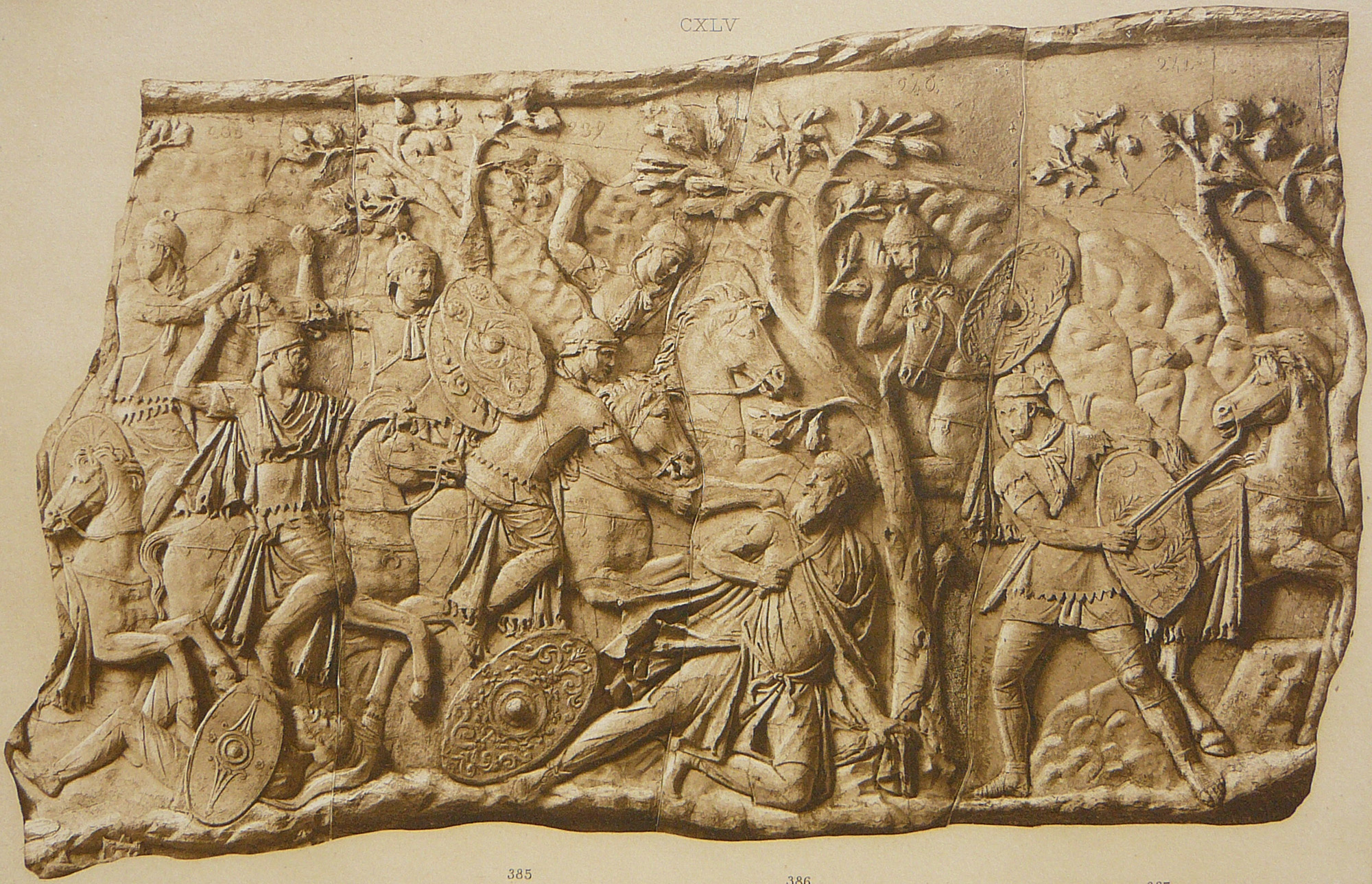
Самоубийство Децебала

Тиберий Клавдий Максим (лат. Tiberius Claudius Maximus) — римский военный деятель конца I века и начала II века.
Тиберий Клавдий Максим происходил, по всей видимости, из семьи, которая получила римское гражданство в первой половине I века. Он родился в Греции в городе Филиппы и вступил в армию в 85 году в молодом возрасте и служил в VII Клавдиевом легионе, расположенном в Верхней Мезии. В 87 и 88 году Максим сражался с даками в составе своего легиона в двух битвах при Тапах.
Позже Максим стал кавалерийским офицером в своём легионе и знаменосцем кавалерии. Он был награждён за храбрость императором Домицианом. При Траяне Максиму, бывшему к тому времени дупликарием (солдат, получавший двойное жалование), было поручено начальство над вспомогательным паннонским кавалерийским отрядом. В 106 году, во время войны с даками, Тиберию Клавдию Максиму, выступавшему в качестве разведчика со своим отрядом, была поставлена задача захватить спасавшегося бегством правителя даков Децебала. До того, как Максим сумел взять его, Децебал покончил жизнь самоубийством. Максим отрезал у царя даков голову и правую руку и доставил их императору Траяна в Раниссторум, за что был повышен до декуриона и получил ещё одну награду. Затем Максим участвовал в парфянском походе Траяна и добровольно служил дольше, чем было положено, в конце концов был отправлен в отставку в провинции Месопотамии консуляром Теренцием Скаврианом. Он скончался после 117 года в Македонии. В 1965 году была найдена его надгробная стела.